# Haagen (Weikersheim)
Haagen ist ein Stadtteil von Weikersheim im Main-Tauber-Kreis im fränkisch geprägten Nordosten Baden-Württembergs.

## Geographie
Der Ort zieht sich im Vorbachtal auf der linken Flussseite an einer dem Talverlauf folgenden Ortsstraße entlang. Zur Gemarkung der ehemaligen Gemeinde Haagen gehören das Dorf Haagen (⊙) sowie die abgegangene Ortschaft Wessenberg.

## Geschichte

### Mittelalter
Der Ort wurde möglicherweise im Jahre 1260 erstmals und im Jahre 1353 urkundlich belegt als Hagen erwähnt. Diese deutet wohl auf einen eingefriedigten Platz hin. Die Herrschaftsentwicklung ist vermutlich ähnlich der im nahe gelegenen Laudenbach, womit der Ort wohl von den von Hohenlohe und Niederadel an die von Finsterlohr gelangte.

### Neuzeit
Nach deren Aussterben im 16. Jahrhundert zog das Bistum Würzburg das Lehen ein, das zur Zehnt Weikersheim gehörte. Daraufhin wurde Haagen verpfändet. Mit der Herrschaft Haltenbergstetten gelangte das Lehen 1641 an die Grafen von Hatzfeld. Im Jahre 1794 fiel das Lehen an Würzburg zurück. 1803 gelangte der Ort mit der Herrschaft Haltenbergstetten an die Hohenlohe-Bartenstein-Jagstberg. 1806 fiel Haagen unter württembergische Landeshoheit und gehörte ab 1807/08 zum Oberamt Nitzenhausen, unmittelbar darauf zum Oberamt und späteren Landkreis Mergentheim, der 1973 im Main-Tauber-Kreis aufging.
Im Zuge der Gemeindegebietsreform in Baden-Württemberg wurde am 1. Januar 1975 die bis dahin selbstständige Gemeinde Haagen in die Stadt Weikersheim eingemeindet.

### Einwohnerentwicklung
Die Bevölkerung von Haagen entwickelte sich wie folgt:
| Jahr | Bevölkerung |
| ---- | ----------- |
| 1950 | 141         |
| 1961 | 103         |
| 1970 | 095         |
| 2011 | 110         |

## Religion
Haagen war kirchlich einst eine Filiale von Laudenbach, wo durch Finsterlohr die Reformation eingeführt wurde. Bischof Julius Echter von Mespelbrunn machte dies jedoch wieder rückgängig, sodass der Ort heute überwiegen katholisch ist. Die überwiegend nach dem Zweiten Weltkrieg zugezogenen evangelischen Bewohner wurden der evangelischen Kirchengemeinde Pfitzingen zugeordnet.
Die evangelische Kirchengemeinde Pfitzingen umfasst neben den Stadtteilen Herrenzimmern und Pfitzingen der Stadt Niederstetten auch den Stadtteil Haagen der Stadt Weikersheim. Heute wird die evangelische Kirchengemeinde Pfitzingen vom evangelischen Pfarramt Vorbachzimmern mitbetreut.

## Kultur und Sehenswürdigkeiten

### Vorbachbrücke
Die Vorbachbrücke in Haagen ist eine doppelbogige Steinbrücke mit Nepomukfigur aus dem Jahre 1837.

## Verkehr
Haagen ist aus nördlicher und südlicher Richtung jeweils über die L 1001 zu erreichen, die am Ort vorbeiführt. Im kleinen Stadtteil Haagen gibt es keine Straßennamen und alle Hausnummern werden mit Haagen bezeichnet.
Die Bahnstrecke Crailsheim–Königshofen führt ohne eigene Zugangsstelle am Ort vorbei. Die nächstgelegenen Stationen befinden sich in Laudenbach im Norden und Vorbachzimmern im Süden.